# Institut supérieur de l'information et de la communication
L'Institut supérieur de l'information et de la communication (ISIC), est un établissement public marocain de formation aux métiers de journalisme et de communication. Crée en 1969, il se situé à Rabat. 
Il est sous tutelle administrative du Ministère de la Jeunesse, de la Culture et de la Communication, et une autre pédagogique du Ministère de l'Enseignement Supérieur, de la Recherche Scientifique et de l'Innovation. 